# コンビニ受診
コンビニ受診（コンビニじゅしん）とは、本来は救急外来を受診する緊急性のない軽症患者が自分の都合を優先し、時間外の救急外来に行くことを批判する言葉。コンビニ受診患者のために、重症患者への対応が遅れてしまう問題がある。

## 概要
軽症患者が「平日は休めない」や「日中は用事がある」、「明日仕事があるから」、さらには「日中病院に行くと長く待たされる」等の個人的な理由により、本来であれば重症患者の受け入れを目的とするはずの救急外来を街中にあるコンビニエンスストアに行くような感覚で夜間や休日に受診する行為をいう。
応召義務（医師法第19条）のために診療しなければならないものの、病院はそもそも日中外来を行っている時間帯に患者を診察するように人員を配置している。また救急外来は少数の重症者の対処に特化しており多数の患者の診療は困難であることが多い。
北海道保健福祉部が2011年に行った調査で、北海道内の二次救急医療機関で受診した人のうち76%が軽症患者で、76%のうち32%が本来なら治療の必要性を要しない「特に軽症」と診断されていたことが明らかになった。
来院者は専門医による高度な診療を希望したり、その場で結論が出るように高度な精密検査を要求することも多い。しかし休日・夜間の時間帯にこのような検査をするための人員を確保していない場合が多く、対応に苦慮するケースも多い。要求を断られるとモンスターペイシェントと化し、あげくの果てに医師や看護師等に対して暴言を吐いたり、暴力行為を働くなどして警察沙汰になるケースもある。
このような患者が増えることにより、重症患者及び入院患者の容体急変への対応が困難になったり、医師が翌日以降の診療に支障を来すなどして疲弊し、最悪の場合は現場を去ることになり医療崩壊の原因にもつながる。そこで一部の病院では医師の診断により軽症と判断された場合、及び診療情報提供書（紹介状）を持たずに救急外来を受診した場合に「時間外選定療養費」として医療費とは別に特別料金を徴収するところも出てきた。また東邦大学医療センター大森病院（東京都大田区）などのように当初からこのような患者の受け入れを拒否している施設もある。
北海道芦別市の市立芦別病院によると、コンビニ受診をした場合に医療費が保険3割負担の場合、通常の診療時間内での診察に比べ最大で1500円前後高くなるという試算も出ていることから、このような行為は患者側から見てもデメリットになるだけである。しかしいくら病院や地域の医師会等がコンビニ受診をやめるように呼びかけても一向に減らないのが現状であり、患者側の意識改革が課題となっている。